# کتاب‌های پادشاهان

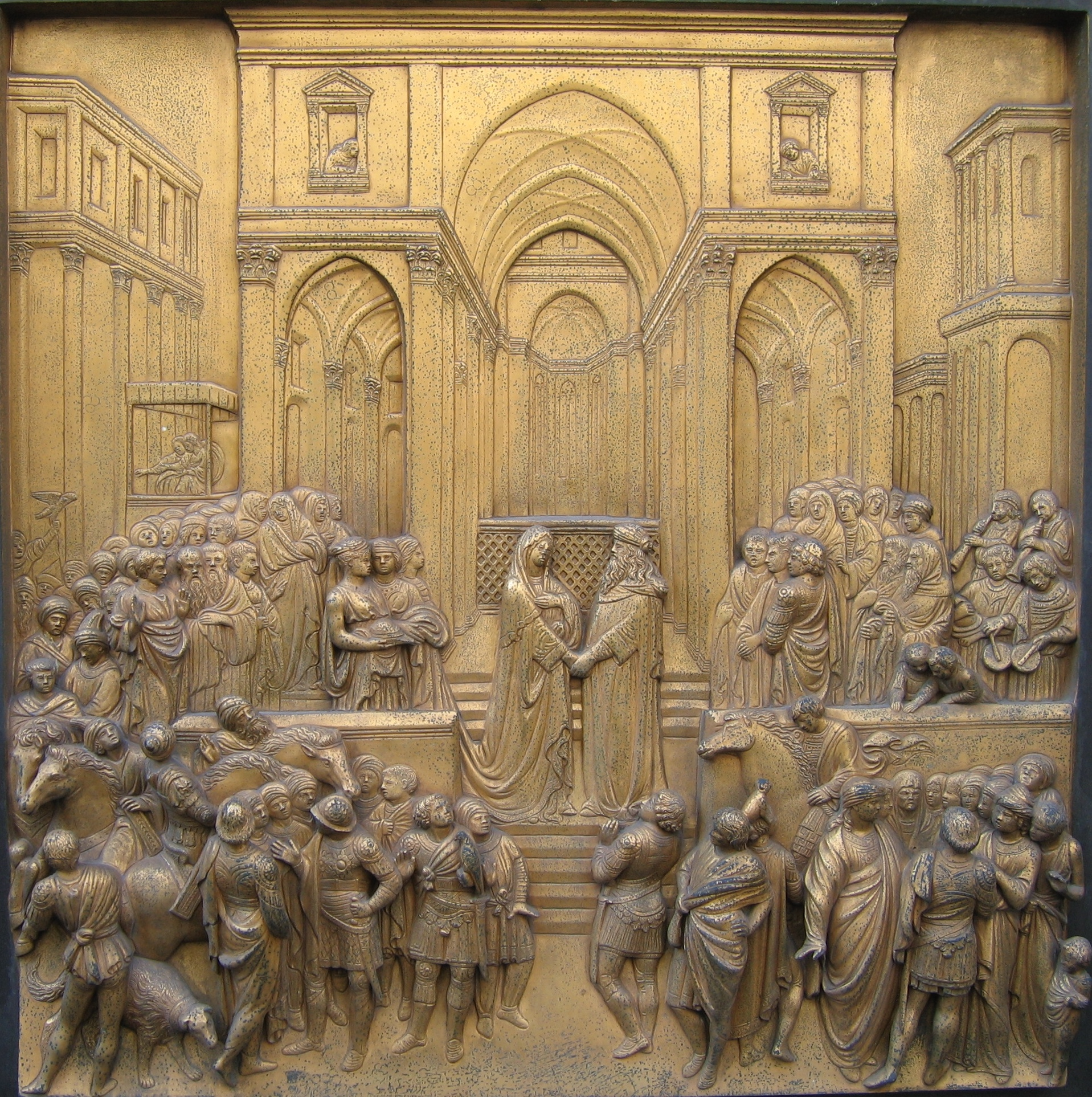
باپتیستریو سان جووانی، فلورانس، سالومون با ملکه سس، در درب بهشت غسل تعمید فلورانس ملاقات می‌کند.

کُتُب پادشاهان یا اِسفار مُلوک یا مَلِیْکیم (در عبری: ספר מלכים) بخشی از تورات یا همان تنخ است این بخش نیز بهمراه دیگر بخشهای تورات پیش از میلاد در زمان بطلیموس به یونانی ترجمه شد

## کتاب اول پادشاهان

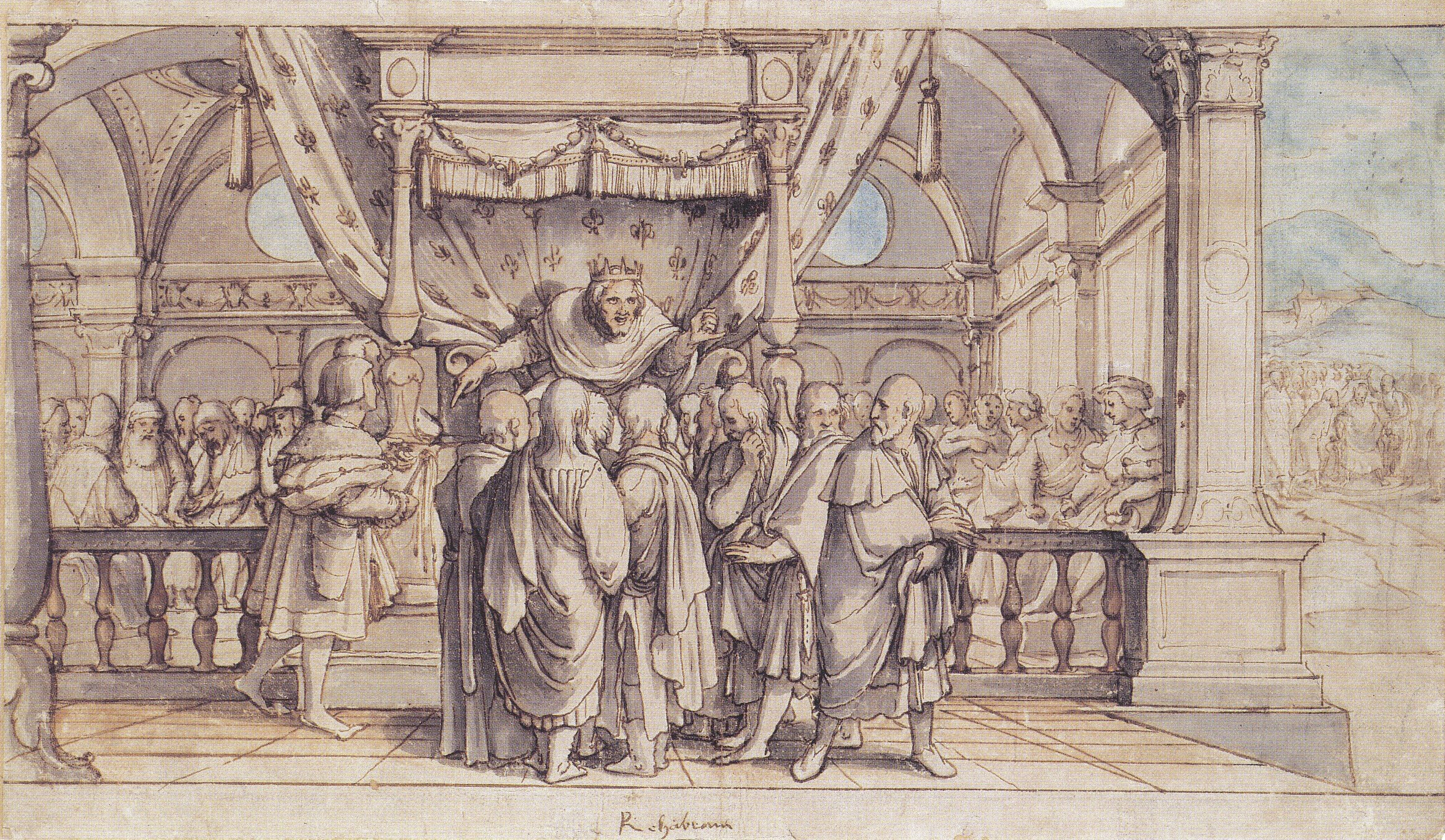
این طراحی، رحبعام، پسر سلیمان را به تصویر می‌کشد که حکومت متکبرانه‌اش منجر به شورش مردم و از دست رفتن بخشی از پادشاهی‌اش شد.

کتاب اول پادشاهان دارای ۲۲ باب است که دوران فرمان‌روایی شاهان اسرائیل بعد از دوران ۴۰ ساله فرمان‌روایی داوود را بیان می‌کند. ۱۱ باب نخستین این کتاب به دوران حکم‌رانی سلیمان مربوط است. او که پس از پدرش داوود به پادشاهی سرزمین اسرائیل و یهودیه رسید و در دوران زمامداری او جنگ روی نداد. در باب ۱۱، نافرمانی سلیمان آمده است که به جزای این نافرمانی یهوه، پادشاهی اسرائیل را از فرزندش رحبعام گرفت. پس از سلیمان، سرزمین‌های اسرائیل و یهودیه از هم جدا شدند و تختگاه اسرائیل سامره و تختگاه یهودیه اورشلیم برگزیده شد. از باب ۱۲ به بعد به حاکمیت هر دو سرزمین بنی‌اسرائیل یعنی یهودیه و اسرائیل اشاره می‌گردد. از جمله به حکمرانی رحبعا، یربعام، ابیا، آسا، یهوشافاط در یهودیه و حکومت ناداب، بعشا، ایله، اخزایا در اسرائیل، پرداخته است. در این بین نیز از پیامبرانی چند نام برده شده است که از آن میان می‌توان شمعیا، اخیا، میکایا و ایلیا را نام برد. باب‌های ۱۷ تا ۲۰ در مورد ایلیای پیامبر است. از باب ۲۰ تا پایان کتاب در مورد اخاب پادشاه اسرائیل است که در دو جنگ پی در پی بر بَنهَدَد پادشاه سوریه پیروز شد.

## کتاب دوم پادشاهان
کتاب دوم پادشاهان ۲۵ باب دارد و در ادامه تاریخ‌نگاری سیاسی کتاب اول پادشاهان می‌باشد. داستان‌های آن پس از مرگ اخاب پادشاه اسرائیل است. محور اصلی حکایت، الیشع پیامبر است که بر زنده کردن مردگان توانا بود. او در نحوه حکم‌رانی حاکمان اسرائیل به ویژه ییهو نقش داشت. در این کتاب به حکومت پادشاهانی چون اخَزیا، یهورام، یوآش، امصیا، عزیا، یوتام، آحاز، ایهو، یهواخاز، یهوآش، یربعام دوم، زکریا، شلوم، مَنَحیم، فَقَحیا، فقح بن رملیا و هوشع در سرزمین‌های یهودی‌نشین پرداخته است. هوشع آخرین پادشاه اسرائیل بود که در زمان او شلم ناسر پادشاه آشور و پس از آن سرگون به اسرائیل لشکرکشی نموده، آن‌جا را گرفته و همه اسرائیلیان را اسیرنموده به آشور برد و آن‌ها را در شهرهای حلح و جوزان و دیگر شهرهای سرزمین ماد سکونت داد. نقل این حادثه مهم در باب ۱۷ و ۱۸ کتاب آمده است. اما پادشاهی یهودیه ادامه یافت و حزقیا و پس از آن منسی، آمور، یوشیا، یهوآخاز، یهویاقیم، یهویاکین و صدقیا شاه شدند. صدقیا آخرین شاه یهودیه بود و او که بر ضد بابل شورش کرده بود، توسط نبوکد نصر پادشاه بابل شکست خورده و اسیر و نابینا شد. اورشلیم ویران شد و معبد سلیمان، آتش‌زده و ویران گردید؛ بسیاری از مردم یهود به اسارت به سرزمین بابل برده شدند.